# Butlerelfia eustacei
Butlerelfia eustacei är en svampart som beskrevs av Weresub & Illman 1980. Butlerelfia eustacei ingår i släktet Butlerelfia och familjen Atheliaceae.   Inga underarter finns listade i Catalogue of Life.